# 18. Oktober 1977
18. Oktober 1977 ist der Titel eines Gemäldezyklus von Gerhard Richter in der Art der Grisaille-Malerei. Die Bilder haben Fotografien zur Vorlage, die den Suizid von drei führenden Mitgliedern der Baader-Meinhof-Gruppe in der Justizvollzugsanstalt Stammheim nach der Befreiung der Geiseln in der durch arabische Terroristen entführten Lufthansa-Maschine Landshut dokumentieren. Zudem zeigt der Zyklus Ereignisse aus einem Zeitraum von mehreren Jahren: von der Festnahme führender Mitglieder bis zu ihrer Beerdigung. Eine Sonderstellung nimmt das sogenannte Jugendbildnis Ulrike Meinhofs ein. Richters Verfahrensweise des Verwischens der fotografischen Abmalungen folgt dem dialektischen Prozess der Annäherung durch Distanzierung. In Richters Gesamtwerk schließt der Gemäldezyklus die Werkgruppe seiner Fotoabmalungen ab. Seine Rezeption changierte zwischen großem Lob und heftiger Ablehnung. Nach einer Reihe von Ausstellungsstationen erwarb das Museum of Modern Art das Werk.

## Der Gemäldezyklus

### Entstehung
Das titelgebende Datum des Gemäldezyklus fixiert den Tag, an dem Vollzugsbeamte die inhaftierte Führungsspitze der Rote Armee Fraktion (RAF) im Gefängnis Stuttgart-Stammheim tot oder mit lebensgefährlichen Verletzungen auffanden. Entstanden ist der Zyklus zwischen März und November 1988, im zehnjährigen Abstand zu den Ereignissen. Aus den Hunderten von gesichteten Fotos wählte Richter zwölf Motive aus, die nach seinen Worten „sehr auf den Tod hin konzentriert“ waren. Richter definierte sein Verfahren als „dialektische Vermittlung von Annäherung und Distanzierung, als einen Prozeß der Aneignung einer verdrängten Erfahrung, der der Logik von Erinnern, Wiederholen und Durcharbeiten folgt“. So verarbeitete er die Fotos zunächst zu 18 Gemälden, von denen er jedoch drei wieder aussonderte. Die Herstellung der Gemälde erfolgte durch die Projektion der Fotovorlagen mit einem Episkop auf eine Leinwand, auf der Richter die abgebildeten Formen mit Bleistift nachzeichnete. Bei der anschließenden Ausführung in Öl verwendete er verschiedene Grautöne sowie Schwarz und Weiß. Danach verwischte er mit einem breiten Pinsel die noch nicht getrocknete Farbe.
Zu seiner Motivation und der Auswahl der Fotos erklärte Richter:

„Der Tod der Terroristen und alle damit im Zusammenhang stehenden Geschehnisse davor und danach bezeichnen eine Ungeheuerlichkeit, die mich betraf und mich, auch wenn ich sie verdrängte, seitdem beschäftigte, wie etwas, was ich nicht erledigt hatte.“

„Ich weiß noch, dass ich dachte, alle diese sensationellen Photos unbedingt vermeiden zu müssen, die Erhängte, der Erschossene usw. Ich sammelte sehr viel Material, auch viele banale, belanglose Photos und bin dann im Lauf dieser Arbeit auf genau die Bilder gekommen, die ich eigentlich vermeiden wollte, die also die ganz vielfältigen Geschichten auf den Punkt brachten.“

### Bildbeschreibung
Der Zyklus besteht aus 15 Bildern, die nach zwölf verschiedenen, vorwiegend dokumentarischen Polizei- und Pressefotos in dumpfen Grau- und Schwarztönen in Öl angelegt sind, die Konturen wurden verwischt.
In dem Zyklus gibt es bewusst kein erstes und letztes Bild; nach Hubertus Butin kann sich daher das Werk nur in seiner Gesamtheit „für den Betrachter wirksam entfalten“.
Auf den Ölgemälden sind Ulrike Meinhof, Andreas Baader, Gudrun Ensslin und Holger Meins dargestellt, aber die Personen sind weder durch ihre Gesichtszüge noch anhand der Bildtitel leicht zu identifizieren. Die Titel der Bilder sind unpersönlich gehalten. Die Verwischungen der Bildmotive sind unterschiedlich stark; allein Meinhof und Ensslin sind wegen der geringeren Verwischung zu erkennen, die anderen Personen erst im Vergleich mit den Ausgangsfotos.
Tote ist der Titel der dreiteiligen Gemäldegruppe (62 × 67 cm, 62 × 62 cm, 35 × 40 cm, Werkverzeichnis: 667/1-3), die in einer Seitenansicht Kopf und Schultern der auf dem Rücken liegenden Ulrike Meinhof nach ihrem Selbstmord am 9. Mai 1976 zeigen. Auch auf dem Foto ist nicht auszumachen, ob sie am Boden oder auf einer Bahre liegt. Der Verwischungseffekt verstärkt sich hier, je kleiner das Bild wird, auch der Ausschnitt ist variabel. Hubertus Butin schließt aus der dreifachen Wiederholung des Motivs „die unaufhebbare und trostlose Faktizität des Totseins“.
Das Bild Erhängte (200 × 140 cm, Werkverzeichnis: 668) lässt die schemenhafte Gestalt Gudrun Ensslins erkennen, die sich am 18. Oktober 1977 an den Gitterstäben ihrer Zelle in Stammheim erhängte. Richter löst die untere Hälfte des Körpers in diffusem Grau auf. Da auch ein Fußboden nicht erkennbar ist, erscheint das untere Bilddrittel „als dunkler Abgrund von nicht auslotbarer Tiefe“. Zu diesem Bild gab es eine zweite Version, die Richter nicht in den Zyklus aufnahm und abstrakt übermalte (Decke, Werkverzeichnis 680/3).
Auf den Bildern Erschossener 1 und Erschossener 2 (beide 100 × 140 cm, Werkverzeichnis: 669/1-2) ist die auf dem Zellenboden liegende Leiche Andreas Baaders zu sehen. Beide Bilder entstanden nach einem Polizeifoto, das 1980 im Stern publiziert wurde. Obwohl Richter nur eine Vorlage verwendete, weisen beide Bilder deutliche Unterschiede auf: Im ersten wird der Leichnam in größerer Beobachterdistanz als im zweiten erfasst; das zweite Bild ist stärker verwischt, wodurch die Distanz wiederum vergrößert wird. Gerhard Storck erscheint es, als würde die im ersten Bild wiedergegebene Deutlichkeit im zweiten bis zur Unkenntlichkeit zurückgenommen. Beide Gemälde standen am Anfang und Ende des Malprozesses.
Zelle (200 × 140 cm, Werkverzeichnis: 670) zeigt die Zelle Baaders nach der Entdeckung der Selbstmorde. Vorlage war ebenfalls ein Polizeifoto, das 1980 im Stern veröffentlicht wurde. Die rechte Bildhälfte wird von einem Bücherregal beherrscht, auffällig ist die Verwischung in der Vertikalen.
Die Gemälde Gegenüberstellung 1-3 (jeweils 112 × 102 cm, Werkverzeichnis: 671/1-3) entstanden auf der Grundlage von Pressefotos nach der Verhaftung von Gudrun Ensslin aus dem Sommer 1972. Richter reduziert dabei den Bildausschnitt auf den Oberkörper der Festgenommenen, die Situation ist nur durch den Schattenwurf an der Wand zu erahnen. Die Bildfolge, von links nach rechts gelesen, weist Ähnlichkeiten mit einer Filmsequenz bzw. mit Standfotos von festgehaltenen Momenten aus dem zeitlichen Ablauf eines Films auf.
Die geringste Verwischung zeigt das Jugendbildnis (67 × 62 cm, Werkverzeichnis: 672-1), das die junge Ulrike Meinhof darstellt. Die Vorlage zu dem Bild ist vermutlich 1970 entstanden, Meinhof wirkt auf dem Gemälde aber deutlich jünger.

„Kein zweites Bild zeigt seine Figur in dieser Klarheit. […] Zwar ahnungsvoll, aber doch unbelastet jugendlich wirkt der Blick der jungen Ulrike Meinhof, die aus dem sie umfassenden Schwarz des Hintergrunds in den Betrachterraum schaut. Zeitlich den übrigen Motiven vorausliegend, signalisiert der Blick träumerische Zuversicht. Wie in keinem zweiten Bild setzt sich die Figur gegen die Textur der Verwischung durch und signalisiert einen Rest an Unmittelbarkeit; eine Direktheit, die der Zyklus als Ganzes in seiner Thematisierung medialer Vermitteltheit von Geschichte negiert.“

Hubertus Butin schreibt dem Jugendbildnis eine „eklatante Harmlosigkeit“ zu, die uns fürchten lässt vor den in uns allen „verborgenen Möglichkeiten“, anderen gewalttätig unseren Willen aufzuzwingen.
Relativ klar zu erkennen ist auch der Plattenspieler (62 × 83 cm, Werkverzeichnis: 672-2). Er nimmt eine Sonderrolle in dem Zyklus ein. Mit aufgelegtem Tonarm scheint er einen Moment der Stille zu fixieren, tatsächlich aber ist er der „Katalysator für den tragischen Ausgang der Geschichte“; denn in ihm war die Pistole Baaders versteckt, und links vom Apparat befinden sich die Kabel, die Ensslin als tödliche Schlinge dienten.
Beerdigung (200 × 320 cm, Werkverzeichnis: 673) ist das größte Bild des Zyklus. Es zeigt die Beisetzung von Andreas Baader, Gudrun Ensslin und Jan-Carl Raspe auf dem Dornhaldenfriedhof in Stuttgart am 27. Oktober 1977. Die drei Särge sind in der Bilddiagonalen zu erkennen, umgeben von der anonymen Menge der Trauernden. Für Jan Thorn-Prikker stellt es die „unwürdigste Beerdigungsszene der deutschen Nachkriegsgeschichte. Das beinahe verbotene Begräbnis“ dar.
Festnahme 1 und Festnahme 2 (beide 92 × 126 cm, Werkverzeichnis: 674/1-2) beruhen auf Polizeifotos, die bei der Festnahme von Holger Meins, Andreas Baader und Jan-Carl Raspe am 1. Juni 1972 in Frankfurt am Main entstanden und am 8. Juni 1972 im Stern veröffentlicht wurden. Man erkennt einen Garagenhof mit mehreren Fahrzeugen, darunter einen Panzerwagen der Polizei, von den Verhafteten ist nur Holger Meins auf dem zweiten Bild zu sehen.

### Die Vorlagen
In der Achtzigerjahren hatte Richter in den Hamburger Archiven der Wochenzeitschriften Stern und Der Spiegel nach Fotografien aus der Geschichte der RAF recherchiert. Als Vorlagen seiner Gemälde wählte er zwölf dokumentarische Aufnahmen aus den Siebziger- und frühen Achtzigerjahren aus. Acht der Fotografien waren im Verlauf der polizeilichen Ermittlungen nach dem Tod von Holger Meins (1974), Ulrike Meinhof (1976), Andreas Baader, Gudrun Ensslin und Jan-Carl Raspe (1977) entstanden. Die Vorlagen für Richters Gemälde Festnahme 1 und Festnahme 2 sowie Beerdigung sind ursprüngliche Standfotos aus Fernsehfilmen. Das Jugendfoto Ulrike Meinhofs stammt von einem unbekannten Pressefotografen und wurde von Rainer Röhl, dem ehemaligen Ehemann, auf Mai 1970 datiert.

## Stellung im Gesamtwerk
Im Gegensatz zu den Bildern, die Richter zwischen 1962 und 1966 nach Fotos mit oft banalen und belanglosen Sujets malte, erscheinen die Vorlagen der Bilder des Zyklus nicht mehr willkürlich ausgewählt, sondern weisen eine gesellschaftspolitische Brisanz auf, wodurch der Darstellungswert der Malerei durch die gewählten Motive stark in den Vordergrund tritt.
Andererseits übersahen frühe Kritiken die Verbindung des Zyklus mit Richters Arbeiten nach Schwarz-Weiß-Fotografien aus den 1960er Jahren, die zum Beispiel von dem Kunsthistoriker Benjamin Buchloh als unpolitisch angesehen wurden. Die Annahme, dass Richter mit dem Zyklus erstmals ein politisches Thema aufgegriffen habe, teilte die spätere Forschung nicht mehr, sondern schärfte den Blick auf die bereits in einzelnen Bildern der 1960er Jahre behandelten Themen wie Nationalsozialismus und Luftkrieg. Buchloh lässt am ehesten als Vorläufer des Zyklus die beiden Werkgruppen Acht Lernschwestern von 1966 und die Achtundvierzig Portraits von 1971/72 gelten. Doch mache schon ein erster Vergleich die Distanz und Differenz zu ihm deutlich. Dadurch, dass Richter mit zwei Verboten breche, dem „modernistischen Abbildungsverbot für geschichtliche Sujets“ und dem „Erinnerungsverbot dieser besonderen Episode der deutschen Nachkriegsgeschichte“, unterschieden sich diese Bilder von allen früheren seines Œuvres.
In Richters Gesamtwerk schließt der Zyklus die Werkgruppe der Abmalungen von Schwarz-Weiß-Fotografien ab. Richter selbst begriff ihn „als Form einer komprimierten Zusammenfassung, die kein Weitergehen mehr zulässt“. Anders als in seinen früheren Abmalungen verwendete Richter neben dem Grau die traditionell mit Trauer verbundene Farbe Schwarz, insbesondere in dem Jugendbildnis. Ortrud Westheider sieht darin eine „Referenz auf die Historienmalerei eines Velázquez, Goya oder Manet“.

## Rezeption

### Polarisiertes Meinungsspektrum
Dem Kunsthistoriker Hubertus Butin zufolge sei keine andere Arbeit eines deutschen Künstlers seit 1989 international so intensiv und kontrovers diskutiert worden wie Richters Zyklus, wobei sich die Rezeption in Deutschland und in den USA in einer Bandbreite zwischen großem Lob und heftiger Ablehnung bewegte. Nachstehend einige Beispiele aus dem polarisierten Meinungsspektrum:
Unter den ablehnenden Kommentaren stach besonders der des Kulturtheoretikers Bazon Brock hervor, der 2003 in der Zeitschrift konkret Richters Zyklus als „Polit-Pornographie“ und „Lumperei“ bezeichnete. Richters Malerkollege Georg Baselitz äußert sich ebenfalls sehr abfällig: „[…] als Gerhard Richter Baader-Meinhof gemacht hat, habe ich mich geschämt, ich habe mich als Maler geschämt, weil ich denke, man kann als jetzt lebender Künstler kein solches ‚hochpeinliches‘ Geschichtsbild malen […].“ Walter Grasskamp und andere kritisierten die bildnerische „Abwesenheit der Opfer“. Gleichwohl wurde der Zyklus von der Kunstkritik überwiegend positiv aufgenommen.
So etwa von dem Schweizer Kunsthistoriker und Museumsdirektor Jean-Christophe Ammann, für den der Zyklus „ein Mahnmal gegen die Ideologien in Deutschland in diesem Jahrhundert schlechthin“ darstellte, und dem US-amerikanischen Kunstkritiker Donald Kuspit, der den Zyklus in seiner Bedeutung sogar neben Pablo Picassos Gemälde Guernica stellte. Auch Alexander Braun schreibt in einer Rezension für das Kunstforum International dem Werk den Status eines singulären Meisterwerks vom Format eines Guernica zu.
Eine Interpretation, die Richter in aller Deutlichkeit von sich wies, vertrat der deutsche, in den USA lehrende Kunsthistoriker Benjamin Buchloh, dass Richters Bildgruppe eine „tolerierende Erinnerung an jene Personen und die Ideen dieser Individuen“ initiiere. Hubertus Butin hält dagegen: Richter zeige die Terroristen als Menschen, ohne sie zu verteidigen, zu verharmlosen oder gar zu glorifizieren. Er zeige sie als unwiederbringlich Tote, die Opfer ihrer eigenen Ideologie wurden.

### Moderne Historienmalerei
Richters Gemäldefolge warf die Frage auf, ob der Zyklus dem Genre einer erneuerten und problematisierten Historienmalerei zuzurechnen sei. Historienmalerei, einst das vornehmste Genre, hatte ihre Hochzeit im 19. Jahrhundert und galt seither als obsolet. Ob Richters Zyklus eine Art moderner Historienmalerei darstellt, ist bei Kritikern und Kunsthistorikern umstritten.
Der amerikanische Kurator und Kunstkritiker Robert Storr argumentiert in dem Ausstellungskatalog des Museums of Modern Art, dass Richter mit dem Zyklus das Genre der Historienmalerei wiederbelebt (recuperated) habe. Doch diene sie bei Richter nicht der heroischen Darstellung und Glorifizierung – im Gegenteil: der Trauer und des Abschiednehmens. Mit dem Tod des Marat habe Jacques-Louis David wahrscheinlich erstmals in einem Historienbild das Martyrium gestaltet. Für Storr ist das Gemälde ein Präzedenzfall für Richters Erschossener 1 und Erschossener 2. In den Manet-Bildern Die Erschießung Kaiser Maximilians von Mexiko erschließt Storr eine weitere Referenzquelle für Richters Zyklus. Wie Manet stellt er keine Helden dar, sondern erinnert an ein bestimmtes Ereignis aufgrund von Zeitungsberichten und Fotografien mit emotionaler Distanz.
Anlässlich der ersten öffentlichen Ausstellung im Krefelder Haus Esters bezeichnete Stefan Germer im Katalogbuch die Gemälde als „Historienbilder, die die Darstellbarkeit des Historischen problematisieren“. Während der Referent der klassischen Historienmalerei eine fiktional vergegenwärtigte Wirklichkeit war, werde durch die fotografische Vorlage „eine abwesende, vergangene Wirklichkeit“, die „brutale Realität“ zum Referenten. Dies verleihe der Richterschen Arbeit einen ambivalenten Charakter. Schockartig würde an den Bildern „ihre Unfähigkeit bewußt, das Geschehen zu verklären, ihm einen Sinn zu geben – kurz: das zu leisten, was traditionell den Ruhm der Historienmalerei ausgemacht hatte.“
Die Ausstellung im Hamburger Bucerius Forum kommentierte Hans Joachim Müller in der Welt wie folgt: „Aus dem großen Abstand betrachtet muten diese tunlichst abständigen Bilder wie die Neuerfindung der vernutzten Gattung der Historienmalerei an“. Amine Haase sieht in dem als „modernen Totentanz“ und „allgemein gültigem Menetekel“ charakterisierten Gemälden eine Art „negativer Historienmalerei“. Martin Henatsch stellt Richters Zyklus in die Tradition von Edouard Manets Gemälde Die Erschießung Kaiser Maximilians von Mexiko, das zur heroischen Historienmalerei bereits mit seinen malerischen Elementen „in einen formalen wie inhaltlichen Widerstreit“ getreten sei. Überdies mangele es ihm an „Heroentum und Pathos“. Anders als bei Manet werde bei Richter der Beobachter durch „den konfrontativen und nahsichtigen Bildaufbau“ auf Distanz gehalten. Auch erhebe der Zyklus keinen Anspruch auf die umfassende Darstellung eines historischen Ereignisses wie die traditionelle Historienmalerei. Kai-Uwe Hemken argumentiert in seiner Monographie, dass der Zyklus „weniger eine Erneuerung der Historienmalerei“ darstelle. sondern eine Kritik an den Massenmedien, die das kollektive Gedächtnis steuern und „Geschichte produzieren“.

## Ausstellungen
Solange der Zyklus noch in Richters Besitz war, untersagte er bei der Präsentation in der Öffentlichkeit aus Pietät gegenüber den Toten und aus Rücksicht gegenüber deren Angehörigen den Abdruck der Personenbilder in der Presse und verlangte den Verzicht auf die übliche Eröffnungsfeier.
Der Zyklus wurde zuerst 1989 unter Gerhard Storck im Museum Haus Esters in Krefeld ausgestellt. Jürgen Hohmeyer kommentierte die ausgestellte Gemäldefolge im Spiegel als das „ungewöhnliche Exempel einer zeitgemäßen Historienmalerei, das alle Traditionen der Gattung umstößt und dem Medium Dokumentarphotographie Sinnbilder der Trauer abgewinnt“. Danach wurde der Zyklus auf eine zweijährige, internationale Ausstellungstour geschickt. Noch im selben Jahr folgten Ausstellungen im Portikus Frankfurt am Main, Institute of Contemporary Arts London und Museum Boijmans Van Beuningen Rotterdam. In Rotterdam wurde er zusammen mit abstrakten Bildern aus den 1980er Jahren gezeigt. 1990 wurden der Zyklus im Saint Louis Art Museum, in der Grey Art Gallery New York, im Musée des beaux-arts de Montréal und in der Lannan Foundation Los Angeles (hier auch wieder, wie in Rotterdam, zusammen mit abstrakten Gemälden) gezeigt. Anfang 1991 wurden die Gemälde im Institute of Contemporary Art in Boston ausgestellt.
Im Oktober 1989 gab Richter den Zyklus 18. Oktober 1977 für 10 Jahre als Dauerleihgabe an das Museum für Moderne Kunst in Frankfurt am Main, wohl auch, weil in der Stadt mit den Kaufhaus-Brandstiftungen das Initialereignis der RAF stattfand. Im Juni 1991 war er Teil der Eröffnungsausstellung des Museums, 1998 wurde er in Frankfurt während des Szenenwechsels XIII letztmals gezeigt. Bereits 1995, und damit weit vor Ablauf der Leihfrist, verkaufte Richter die Werke überraschend an das Museum of Modern Art in New York, sie wurden dort ab September 2000 im Rahmen der Ausstellung Open Ends erstmals gezeigt. Nach der umfassenden Gerhard-Richter-Retrospektive 2002 im MoMa unter dem Titel Gerhard Richter: Forty Years of Painting, war der Zyklus 2004 Bestandteil der Ausstellung „Das MoMA in Berlin“ in der Neuen Nationalgalerie in Berlin. Im Albertinum (Dresden) wurde der Zyklus vom 19. März 2005 bis 2. Januar 2006 gezeigt. Vom 5. Februar bis 15. Mai 2011 zeigte ihn das Bucerius Kunst Forum in Hamburg im Rahmen der Ausstellung Gerhard Richter. Bilder einer Epoche, bei der die Gemälde mit ihren Vorlagen aus Illustrierten und Fotoalben dokumentiert wurden. Vom 12. Februar bis 13. Mai 2012 wurde der Zyklus im Rahmen der von der Neuen Nationalgalerie konzipierten Retrospektive „Gerhard Richter: Panorama“ mit rund 140 Werken als einen gesonderten, zweiten Teil in der Alten Nationalgalerie Berlin ausgestellt. Dorothee Achenbach kommentierte ihn in der Welt: „Das Trauma des Deutschen Herbstes, es ergreift und warnt einen heute noch – mehr kann Kunst nicht erreichen“. Vom 18. Mai bis 7. September 2014 war er in der Fondation Beyeler in Riehen (Basel) zu sehen.
Die offizielle Webseite von Gerhard Richter listet bis 2014 über dreißig Stationen der Ausstellung des Zyklus auf.
Nicht enthalten ist in dieser Liste die von KW Institute for Contemporary Art, Berlin konzipierte Ausstellung Zur Vorstellung des Terrors: Die RAF-Ausstellung, auf der u. a. zehn Tafeln aus Richters Atlas gezeigt wurden. Deren Ziel war eine Ausstellung, in der die Reflexionen zur Roten Armee Fraktion (RAF) in den Medien einerseits und den künstlerischen Positionen, die sich direkt oder indirekt mit der Geschichte der RAF auseinandersetzen andererseits, erstmals gemeinsam zu präsentieren. Das Konzept der Ausstellung war umstritten. Erst nach kontroversen Debatten in den Medien konnte der Kunst-Werke-Gründer Klaus Biesenbach die Ausstellung unter Verzicht auf öffentliche Förderung ein Jahr später, 2005, eröffnen. Nach Berlin zeigte die Neue Galerie Graz die Ausstellung. Von Gerhard Richter wurden aus dem Atlas die Tafeln 470–479 gezeigt, die sich mit dem Sujet RAF beschäftigen. Sie haben Richter teilweise als Vorlagen für seinen Gemäldezyklus gedient, gelten aber als ein eigenständiges Werk, in dem die Spannung zwischen medialer Realität und künstlerischer Wahrnehmung, im objektiven wie subjektiven Sinne, in Erscheinung tritt.

## Verkauf ans Museum of Modern Art
Nachdem der Zyklus jahrelang als Leihgabe im Frankfurter Museum für Moderne Kunst ausgestellt worden war, ohne dass sich jemand für dessen Erwerb interessiert gezeigt hatte, wurde er 1995 für 3 Millionen Dollar an das New Yorker Museum of Modern Art verkauft. In einem Interview mit Hubertus Butin erklärte Richter, warum er durch den Verkauf ans MoMA, das er für das „beste Museum der Welt“ hält, eine Art Ent-Emotionalisierung der Rezeption erwartete: „Vielleicht sehen die Amerikaner aufgrund ihrer Distanz zur RAF eher das Allgemeine des Themas, das fast jedes moderne oder auch unmoderne Land betrifft: die generelle Gefahr von Ideologiegläubigkeit, von Fanatismus und Wahn.“

## Werkverzeichnis
- Gerhard Richter Archiv: Werkverzeichnis. 6 Bände, hier Band 4: Werke von 1988 bis 1994 (2015)